# Volkert Vollmer
Volkert Vollmer (* 1967/1968) ist ein ehemaliger deutscher American-Football-Spieler.

## Laufbahn
Vollmer begann 1987 mit dem American Football. Er spielte zunächst für die Hamburg Dolphins, in der 1990er Spielzeit verstärkte er die Hamburg Silver Eagles. In der Saison 1993 wurde er mit den Munich Cowboys deutscher Meister. Mit der deutschen Nationalmannschaft wurde Vollmer 1993 Dritter der Europameisterschaft. Auf Vereinsebene wechselte er 1994 zu den Kiel Baltic Hurricanes.
Der auf der Center-Position eingesetzte Vollmer spielte von 1995 bis 1998 für die Hamburg Blue Devils. In dieser Zeit gewann er mit der Mannschaft 1996 den deutschen Meistertitel sowie 1996, 1997 und 1998 den Eurobowl. Im Vorfeld der Saison 2000 schloss sich Vollmer erneut den Kiel Baltic Hurricanes an. 2004 kehrte er noch einmal in den Kader der Blue Devils zurück. Ab 2005 spielte Vollmer für die Hamburg Eagles, 2012 stand der in Footballkreisen unter dem Spitznamen „Erbse“ bekannte Vollmer für den Regionalligisten Elmshorn Fighting Pirates auf dem Feld.
Als Trainer war er bei den St. Pauli Buccaneers tätig, zur 2008er Saison wechselte er zu den Nordic Wolves nach Norderstedt und wurde als Assistenztrainer für die Offensive Line zuständig. Er war ebenfalls als Trainer der zweiten Mannschaft der Blue Devils sowie in der Jugendarbeit des Vereins, bei den Hamburg Huskies und in Elmshorn tätig.
Sein Sohn Gerrik wurde ebenfalls Leistungsfootballspieler.